# Buttons & Rusty
Buttons & Rusty (Originaltitel: The Chucklewood Critters) ist eine US-amerikanische Zeichentrickserie, die zwischen 1992 und 1993 produziert wurde.

## Handlung
Der kleine Bär Buttons und der kleine Fuchs Rusty sind befreundet und leben im Chucklewood Park. Beide sind stets auf der Suche nach neuen Abenteuern und mögen es, Streiche zu spielen. Gerät jedoch ein Parkbewohner in Gefahr, sind sie stets bereit, ihm zu helfen. Allerdings führt dies auch häufig zu Problemen und löst Bedrängnis bei den Parkbewohnern aus.

## Produktion und Veröffentlichung
Die Serie wurde zwischen 1992 und 1993 in den USA produziert. Dabei entstanden zwei Staffeln mit 26 Episoden und neun weitere Special-Folgen entstanden. Regie führten Bill Hutten und Tony Love. Das Drehbuch schrieben John Bates und John Bradford. Eine deutsche Bearbeitung erfolgte durch Planet Wave Studios.
Im deutschsprachigen Raum mit deutscher Synchronisation wurde die Serie auf RTL II, Premiere Austria und Junior ausgestrahlt. Gezeigt wurde es erstmals bei der RTL-2-Sendung Vampy.

## Episodenliste

### Staffel 1
| Nr. | Deutscher Titel              | Originaltitel                     |
| --- | ---------------------------- | --------------------------------- |
| 1   | Die Schlammbuddler           | Mudcats Galore                    |
| 2   | Verwandtenbesuch             | Chucklewood Cousins               |
| 3   | In der Zwickmühle            | The Salmon Are Running            |
| 4   | Die Erde wackelt             | The Big One                       |
| 5   | Unser Freund, das Stinktier  | The Center Of Attention           |
| 6   | Mutter Natur ist krank       | Mother Nature’s Missing           |
| 7   | Der große Tauschhandel       | An Eye For A Tooth                |
| 8   | Jede Menge Vorurteile        | The Mystery Of The Sneaky Snacker |
| 9   | Was du kannst, kann ich auch | Anything You Can Do               |
| 10  | Zuhause ist es am schönsten  | No Cave Like Home                 |
| 11  | Wildes Wasser                | Raging River                      |
| 12  | Reise in die Vergangenheit   | Time Out                          |
| 13  | Familienstreit               | Family Feud                       |

### Staffel 2
| Nr. | Deutscher Titel                   | Originaltitel                            |
| --- | --------------------------------- | ---------------------------------------- |
| 14  | Ein Wintermärchen                 | Winter Wonder                            |
| 15  | Das Ungeheuer vom Chucklewood-See | The Creature From Chucklewood Lake       |
| 16  | Der Stammbaum                     | Where Did I Come From?                   |
| 17  | Tante Nora weiß alles             | Nora Know-It Owl                         |
| 18  | Die Wasserknappheit               | Spring Eternal                           |
| 19  | Die lustige Oma                   | The Gram Who Came To Dinner              |
| 20  | Der Zauberstein                   | The Wishing Stone                        |
| 21  | Lester hat Zahnweh                | Smile, Please, Lester!                   |
| 22  | Rettung für „Sturmwind“           | The Lone Pony                            |
| 23  | Das freundliche Schnabeltier      | Unidentified Furry Object                |
| 24  | Der Traum von der Goldmedaille    | Arrival Of The Fittest                   |
| 25  | Die geheimnisvolle Hütte – Teil 1 | The Treasure Of Chucklewood – The Search |
| 26  | Die geheimnisvolle Hütte – Teil 2 | The Treasure Of Chucklewood – The Rescue |

### Specials
| Nr. | Deutscher Titel              | Originaltitel                  |
| --- | ---------------------------- | ------------------------------ |
| 1   | Weihnachten im Kaufhaus      | The Christmas Tree Train       |
| 2   | Wenn Hexen hexen             | Which Witch Is Which?          |
| 3   | Im Tal der wilden Truthähne  | The Turkey Caper               |
| 4   | Ostereierfang                | A Chucklewood Easter           |
| 5   | Im verwunschenen Tal         | The Adventure Machine          |
| 6   | Muttertag                    | What’s Up Mom?                 |
| 7   | Frühlingsgefühle             | The Honey Bunch                |
| 8   | Das Weihnachtsfest der Tiere | T’was The Day Before Christmas |
| 9   | School Daze                  | –                              |